# Tespiady
Tespiady  (gr. Θεσπιάδες; trb. Thespiades) – w mitologii greckiej pięćdziesiąt córek herosa i króla beockiego miasta Tespies, Tespiosa i jego żony, Megamede, córki Arneusa.
Pięćdziesiąt córek króla Tespiosa i jego żony Megamedy należało do najpiękniejszych i najweselszych panien w Tespiach. Według innych wersji matkami córek mogły być też nałożnice. Ojciec ich, obawiając się, że znajdą sobie nieodpowiednich mężów, postanowił, że każda będzie miała dziecko z Heraklesem, który w tym właśnie czasie całymi dniami zajęty był tropieniem lwa z Kitajronu, który siał spustoszenie w stadach owiec Tespisa i jego sąsiada Amfitriona
Tak długo jak trwały łowy, mieszkał w pałac Tespiosa i każdą noc spędzał z inną córką. Zmęczony polowaniem na lwa nie spostrzegł, że co noc w jego łożu jest inna królewna. Inne przekazy podają, że posiadł wszystkie córki króla w ciągu siedmiu nocy, a nawet że stało się to jednej nocy. Tylko jedna córka, nie chciała pójść w jego objęcia, pozostała do śmierci dziewicą i jego kapłanką w sanktuarium w Tespiach. Od tamtej pory wymagano od tamtejszych kapłanek cnoty czystości. Z jej siostrami spłodził pięćdziesięciu jeden synów, najstarsza, Prokris, urodziła bowiem bliźniaki, Antileona i Hippeusa, a także najmłodsza urodziła mu parę. Grecki historyk Apollodoros w swoim dziele Biblioteka, wymienia wszystkie córki i ich synów, jedynie nie wspomina o synu Anteji co może wskazywać, że to właśnie ona była tą, która nie zgodziła się z wolą ojca i pozostała dziewicą. 
Z rozkazu Heraklesa większość dzieci zabrał, jego wierny przyjaciel i towarzysz, Jolaos, na Sardynię, gdzie osiadły na stałe. Dwaj synowie wyjechali do Teb, a szczęściu pozostało w Tespiach. Wieści głosiły, że synowie Tespiad wywiezieni na Sardynii nie zmarli, tylko zasnęli głębokim snem i tym sposobem uniknęli rozkładu w grobie i płomieni stosu.

## Tespiady i ich synowie
- Aischriis - syn Leukones
- Aglaja - syn Antiades
- Antippa - syn Hippodromos
- Anteja -
- Antiope - syn Alopios
- Argele - syn Kleolaos
- Asopis - syn Mentor
- Kalametis - syn Astybies
- Kerte - syn Iobes
- Klytippe - syn Eurykapys
- Chryseis - syn Onesippos
- Elachia - syn Buleus
- Eone - syn Amestrios
- Epilais - syn Astyanaks
- Erato - syn Dynastes
- Euboja - syn Olympos
- Eubote - syn Eurypylos
- Eurybja - syn Polylaos
- Euryke lub Euryte - syn Teleutagos
- Eurypyle - syn Archedikos
- Eurytele - syn Leukippos
- Ekole - syn Erytras
- Helikonis - syn Falias
- Hesychia - syn Ojstrobles
- Hippo - syn Kapylos
- Hippokrate - syn Hippozygos
- Ifis - syn Keleustanor
- Laoton - syn Antifos
- Lyse - syn Eumedes
- Lysidike - syn Teles
- Lysippe - syn Erasippos
- Marse - syn Bukolos
- Meline - syn Laomedont
- Menippis - syn Entelides
- Nike - syn Nikodromos
- Nikippe - syn Antimachos
- Olympusa - syn Halokrates
- Oria - syn Laomenes
- Panope - syn Trepsippas
- Patro - syn Archemachos
- Fyleis - syn Tigasis
- Praksitea - syn Nefos
- Prokris - synowie Antileon i Hippeus
- Pyrippe - syn Patroklos
- Stratonike - syn Atromos
- Terpsikrate - syn Euryopes
- Tifise - syn Lykajos
- Toksikrate - syn Lykurgos
- Ksantis - syn Homolippos
- nieznane imię - syn Kreon